# Fontaine-lès-Cappy
Fontaine-lès-Cappy és un municipi francès situat al departament del Somme i a la regió dels Alts de França. L'any 2007 tenia 42 habitants.

## Demografia

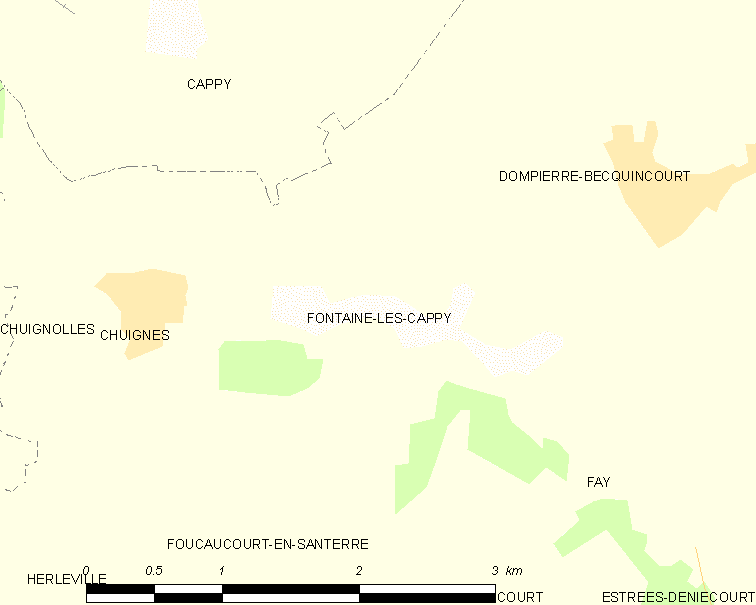
Mapa del municipi

### Població
El 2007 la població de fet de Fontaine-lès-Cappy era de 42 persones. Hi havia 11 famílies de les quals 4 eren parelles sense fills i 7 parelles amb fills.
La població ha evolucionat segons el següent gràfic:

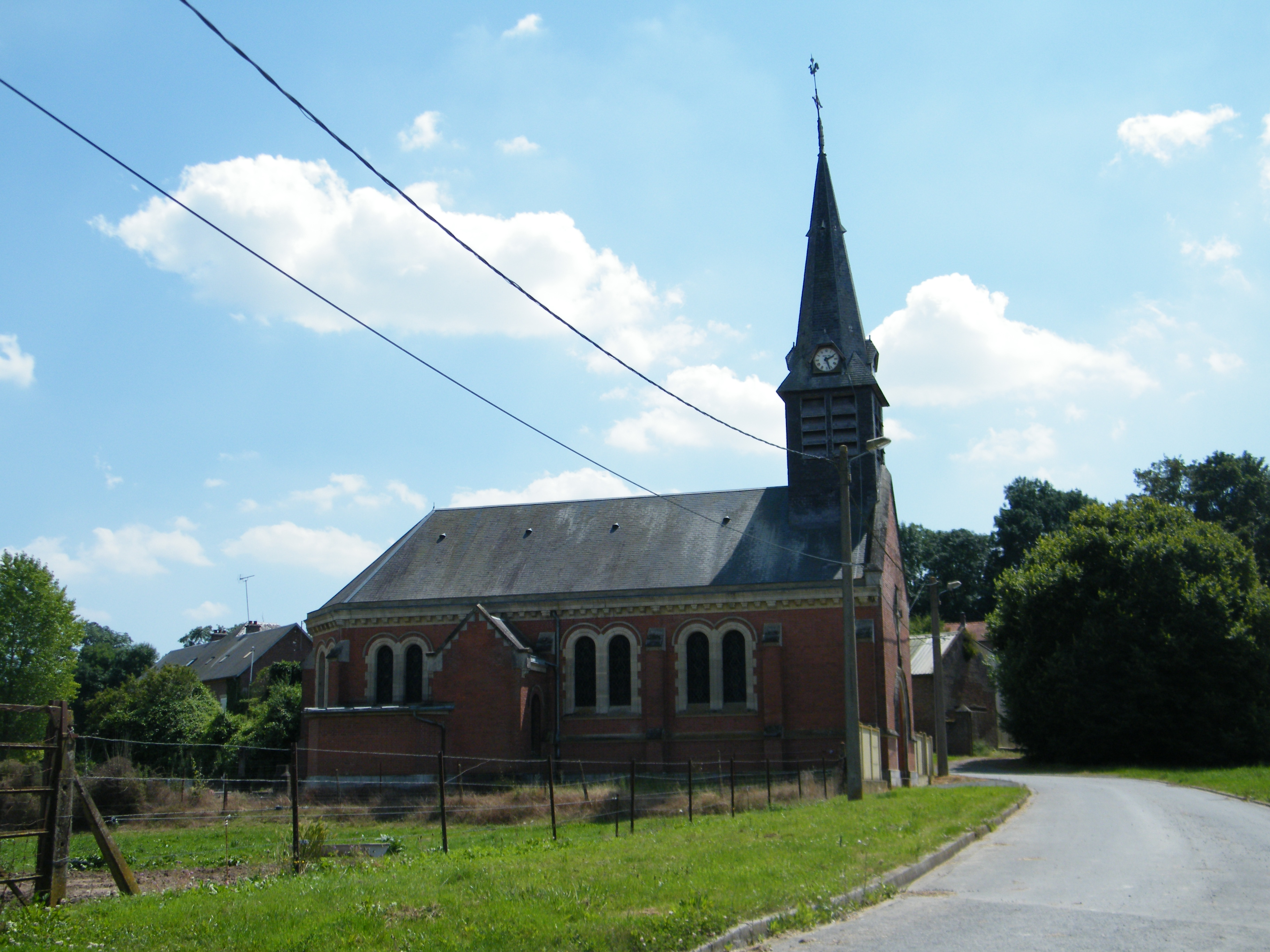

Habitants censats

### Habitatges
El 2007 hi havia 24 habitatges, 14 eren l'habitatge principal de la família, 6 eren segones residències i 4 estaven desocupats. Tots els 24 habitatges eren cases. Dels 14 habitatges principals, 11 estaven ocupats pels seus propietaris, 2 estaven llogats i ocupats pels llogaters i 1 estava cedit a títol gratuït; 1 tenia quatre cambres i 13 en tenien cinc o més. 10 habitatges disposaven pel capbaix d'una plaça de pàrquing. A 6 habitatges hi havia un automòbil i a 6 n'hi havia dos o més.

### Piràmide de població
La piràmide de població per edats i sexe el 2009 era:
| Homes | Edats   | Dones |
| ----- | ------- | ----- |
| 0     | 95 o +  | 0     |
| 0     | 90 a 94 | 0     |
| 0     | 85 a 89 | 0     |
| 0     | 80 a 84 | 0     |
| 0     | 75 a 79 | 0     |
| 0     | 70 a 74 | 4     |
| 0     | 65 a 69 | 0     |
| 0     | 60 a 64 | 0     |
| 8     | 55 a 59 | 0     |
| 4     | 50 a 54 | 0     |
| 8     | 45 a 49 | 12    |
| 4     | 40 a 44 | 0     |
| 0     | 35 a 39 | 0     |
| 0     | 30 a 34 | 0     |
| 0     | 25 a 29 | 4     |
| 12    | 20 a 24 | 4     |
| 12    | 15 a 19 | 0     |
| 0     | 10 a 14 | 4     |
| 0     | 5 a 9   | 4     |
| 0     | 0 a 4   | 0     |

## Economia
El 2007 la població en edat de treballar era de 26 persones, 18 eren actives i 8 eren inactives. De les 18 persones actives 17 estaven ocupades (12 homes i 5 dones) i 1 aturada (1 dona i 1 dona). De les 8 persones inactives 2 estaven jubilades, 1 estava estudiant i 5 estaven classificades com a «altres inactius».
Activitats econòmiques
L'any 2000 a Fontaine-lès-Cappy hi havia 3 explotacions agrícoles que ocupaven un total de 357 hectàrees.

## Poblacions més properes
El següent diagrama mostra les poblacions més properes.